# Пошетта
Поше́тта (фр. pochette — уст. карманчик) — струнный смычковый музыкальный инструмент, уменьшенная карманная скрипка, появившаяся в начале XVI века. Вследствие малых размеров этот инструмент было удобно носить с собой, к примеру, в кармане — отсюда и французское название.
Представляла собой 3-струнный инструмент с лодкообразным корпусом длиной около 35 см. Позже появилась 4 струна и изменилась форма, приблизившись к современной скрипке. Звучит квартой выше обыкновенной скрипки и на октаву выше альта.
Применялась учителями и уличными музыкантами. Как оркестровый инструмент использовалась лишь в единичных случаях. Употреблялась танцмейстерами и учителями танцев для музыкального аккомпанемента во время уроков и репетиций практически до конца XIX века.